# Hans Jørgensen Sadolin
Hans Jørgensen Sadolin (o. 1528 i Viborg – o. 1601) var en dansk humanist, søn af biskop Jørgen Jensen Sadolin.
Sadolin var født i Viborg, hvorfor han i den lærde Verden ofte kaldtes
Vibergius. Et Vikariat i Frue Kirke i Kjøbenhavn, som Faderen
1536 havde faaet, overlod han med kongelig Tilladelse Aaret efter
til Sønnen «til at optugtes og holdes til Skole med». Han beholdt
det dog langt ud over sin Læretid (til 1576). Efter at have
opholdt sig nogen Tid som Student i Kjøbenhavn drog han 1550,
forsynet med Dr. Peder Palladius' Anbefaling, til Wittenberg, hvor
han ved sit gode Hoved og sit elskværdige Væsen i høj Grad
vandt Melanchthons Yndest. Efter en Rejse til Sydtyskland vendte
han tilbage til Wittenberg, hvor han fra 1552 af udfoldede en saa
frugtbar Virksomhed som latinsk Digter, at han fik et anset Navn
i Humanisternes Kreds.
Hjemkommen blev han 1556 Præst i det store Thoreby Kald
paa Laaland og ægtede Marine Ulfsdatter, Datter af Præsten Niels
Ulf i Nysted. 1561 blev han Provst i Musse Herred. Sin litterære
Virksomhed fortsatte han med saa stort Held, at den skaffede
ham kongl. Diplom af 10. Jan. 1570 som «Poëta laureatus» med
tilhørende Digtervaaben. 1575 bragte et sædeligt Fald dog
Forstyrrelse i hans hidtil lykkelige Tilværelse. Han maatte en Tid
forlade Landet, og efter Hjemkomsten blev han dømt fra Embedet
og indsat i Forvaring i Sorø Kloster.
Her fortsatte han dog sin Syslen med Digtekunsten, og 1580 blev han sat paa fri Fod og fik
Lov til at opholde sig, «hvor han kunde nære og underholde sig
i Riget». Det var imidlertid vanskeligt for ham at skaffe sig
passende Erhverv, og hans følgende Liv er vistnok derfor som oftest
ført under trange Kaar hos Slægt og Venner. Endnu var hans
Lyre dog ikke forstummet. Han besang 1596 Christian IV's Kroning,
og 1598 omtales det, at «Digteren» S. var Kansler Chr. Friis'
Husfælle («domesticus»). Han maa være død et Par Aar derefter;
i alt Fald omtales det 1602, at han da allerede en Tid lang havde været død.
Blandt S. s talrige Digtsamlinger kunne fremhæves «Elegiada» (1552), «Disticha moralia» (1553), «Fasciculus Apollinaris» (1566),
«De regibus Daniæ epigrammata» (1569), «De nuptiis Friderici II» (1572), «Enchiridion evangelicum» (1572), «Sylvarum liber» (1581).
«Piarum meditationum liber» (1581). -- Af hans Børn kan nævnes Sønnen Theophilus S., der efter Studier i Rostock blev Præst i
Aastrup paa Falster og havde arvet en Del af Faderens litterære Interesser, ligesom han skal have efterladt et (utrykt) Mindeskrift over ham.